# أبو عبد الله بن الأعرابي
ابن الأَعرابي هو أبو عبد الله محمد بن زياد بن الأعرابي الهاشمي الكوفي، هو إمام لغة وراوية وناسب علامة باللغة، له مصنفات أدبية كثيرة، ولد في 150 هـ الموافق 767 ومات بسامراء في 13 شعبان 231 هـ الموافق 845، يعد الأعرابي من أعلام أهل الكوفة وكان أحول، أبوه مولى للعباس بن محمد بن علي الهاشمي، قال ثعلب: شاهدت مجلس ابن الأعرابي وكان يحضره زهاء مئة إنسان وكان يسأل ويقرأ عليه فيجيب من غير كتاب ولزمته بضع عشرة سنة ما رأيت بيده كتابا قط ولقد أملى على الناس ما يحمل على إجمال ولم ير أحد في علم الشعر أغزر منه، من تلاميذه بكر بن حماد، روى عن ابن الأعرابي ابنُ السكيت، وشمرُ، وأبو سعيد الضرير، وأبو العباس ثعلب.
قال الأزهرى في تهذيب اللغة: كان أبو عبد الله بن الأعرابى كوفي الأصل، رجلاً صالحًا، ورعًا، زاهدًا، صدوقًا، وحفظ من الغرائب ما لم يحفظه غيره، وكانت له معرفة بأنساب العرب وأيامهم.
```
أما مصنفاته فهي:
[
4
]
```

- أسماء الخيل وفرسانها
- تاريخ القبائل
- النوادر
- تفسير الأمثال
- شعر الأخطل
- معاني الشعر
- الأنواء
- البئر
- الفاضل
- أبيات المعاني